# 关口肥蛛
关口肥蛛（学名：Larinia sekiguchii）为园蛛科肥蛛属的动物。分布于日本以及中国大陆的山东、河北等地。该物种的模式产地在日本。